# Panamerikanische Spiele 2015/Leichtathletik – Marathon der Männer
Der Marathonlauf der Männer bei den Panamerikanischen Spielen 2015 fand am 25. Juli um den Ontario Place in Toronto statt.
17 Läufer aus zwölf Ländern nahmen an den Lauf teil. Die Goldmedaille gewann Richer Pérez nach 2:17:04 h, Silber ging an Raúl Pacheco mit 2:17:13 h und die Bronzemedaille gewann Mariano Mastromarino mit 2:17:45 h.

## Rekorde
Vor dem Wettbewerb galten folgende Rekorde:
| Weltrekord        | Dennis Kimetto | 2:02:57 h | Berlin-Marathon, Deutschland                  | 28. September 2014 |
| Rekord der Spiele | Jorge González | 2:12:43 h | Panamerikanische Spiele in Caracas, Venezuela | 28. August 1983    |

## Ergebnis
25. Juli 2015, 7:05 Uhr
| Platz | Athlet               | Land               | Zeit (h)   |
| ----- | -------------------- | ------------------ | ---------- |
|       | Richer Pérez         | Kuba               | 2:17:04 PB |
|       | Raúl Pacheco         | Peru               | 2:17:13    |
|       | Mariano Mastromarino | Argentinien        | 2:17:45    |
| 4     | Daniel Vargas        | Mexiko             | 2:17:57    |
| 5     | Craig Leon           | Vereinigte Staaten | 2:19:26    |
| 6     | Tim Young            | Vereinigte Staaten | 2:19:34    |
| 7     | Aguelmis Rojas       | Uruguay            | 2:20:10 SB |
| 8     | Rob Watson           | Kanada             | 2:23:43    |
| 9     | Kip Kangogo          | Kanada             | 2:24:02    |
| 10    | Raúl Machacuay       | Peru               | 2:24:29    |
| 11    | Segundo Jami         | Ecuador            | 2:26:27    |
| 12    | José Amado García    | Guatemala          | 2:28:08    |
| 13    | Ubiratan dos Santos  | Brasilien          | 2:34:53    |
|       | Alejandro Suárez     | Mexiko             | DNF        |
|       | Franck de Almeida    | Brasilien          | DNF        |
|       | Roberto Echeverría   | Chile              | DNF        |
|       | Luis Orta            | Venezuela          | DNF        |
|       | Cristopher Guajardo  | Chile              | DNS        |